# La Palma, Coyutla
La Palma är en ort i Mexiko.   Den ligger i kommunen Coyutla och delstaten Veracruz, i den sydöstra delen av landet, 180 km nordost om huvudstaden Mexico City. La Palma ligger 178 meter över havet och antalet invånare är 551.
Terrängen runt La Palma är huvudsakligen lite kuperad. La Palma ligger nere i en dal. Runt La Palma är det ganska tätbefolkat, med 134 invånare per kvadratkilometer. Närmaste större samhälle är Venustiano Carranza, 13,8 km nordost om La Palma. Omgivningarna runt La Palma är en mosaik av jordbruksmark och naturlig växtlighet.